# Nesomia
Nesomia, monotipski rod glavočika iz podtribusa Critoniinae, dio tribusa Eupatorieae. Jedina vrsta je N. chiapensis, meksički endem  iz Chiapasa

## Opis
Trajnica (?), opisana kao novi rod i vrsta 1991. godine prema tipu. Ime je dobila u čast američkog botaničara Guy L. Nesoma

## Sinonimi
Nema.